# Fulgencio de Carasa
Fulgencio de Carasa y Naveda, primer conde de Villaverde de Trucíos (Bárcena de Cicero, Cantabria, 1805 - Morentin, 1877), fue un destacado militar carlista.

## Biografía
Fulgencio de Carasa y Naveda nació en 1805 en el municipio cántabro de Bárcena de Cicero; ingresó en el primer batallón de Realistas de Vizcaya en 1822 y un año más tarde alcanzó el grado de subteniente, debido a su valía contra los liberales. En 1831 fue ascendido a teniente por su actuación contra la partida de Salvador Manzanares en Estepona.
Al comenzar la Primera Guerra Carlista (1833) se unió al pretendiente carlista, Carlos María Isidro de Borbón. De Carasa comandó el 6.º Batallón de Navarra, ascendiendo a coronel en 1837 y a brigadier dos años después.
Al no aceptar el Abrazo de Vergara se exilió en Francia y no regresó a España hasta 1847. En 1868 se puso al servicio de Carlos María de Borbón y Austria-Este, pretendiente carlista con el nombre de Carlos VII. Al estallar la tercera guerra carlista (1872) se convirtió en la cabeza de la guerrilla en el norte de España. Nombrado mariscal de campo y comandante general de Vizcaya en 1875, capitaneó las tropas carlistas en la batalla de Villaverde de Trucíos, pudiendo resistir y provocando la retirada del liberal Juan José Villegas, por esta actuación se le concedió el título carlista de conde de Villaverde de Trucíos.
Durante la Acción de Abadiano (último enfrentamiento de importancia registrada en Vizcaya cuando ya la guerra tocaba a su fin), fueron derrotados su batallón junto con los de Cavero y Ugarte por las divisiones liberales mandadas por Loma, Goyeneche, Álvarez Maldonado y Villegas.
Al fracasar de nuevo las pretensiones carlistas, se exilió en Francia y un año más tarde falleció.